# Lente fotocromática

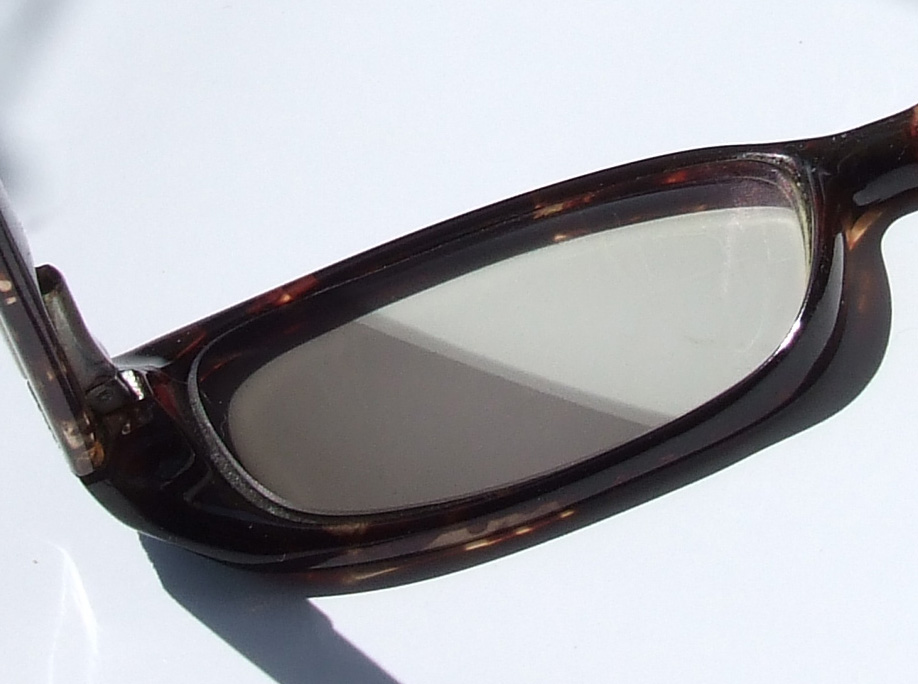
Uma lente de óculos fotossensível (película de polímero), após a exposição à luz do sol, com uma parte da lente coberta por papel. Notem os dois níveis de coloração em volta da divisão claro-escuro, resultante do fato de que as moléculas fotossensíveis estão localizadas em dois filmes finos (nas superfícies anterior e posterior da lente).

As lentes fotocromáticas são lentes que escurecem em exposição a tipos específicos de luz, geralmente radiação ultravioleta (UV). Uma vez que a fonte de luz é removida (por exemplo, ir para dentro de casa), as lentes irão gradualmente retornar ao seu estado claro. As lentes foto-cromáticas podem ser feitas de vidro, policarbonato, ou outro plástico.

## Invenção
As lentes fotossensíveis foram desenvolvidas por William H. Armistead e Stanley Donald Stookey  no Corning Glass Works Inc. e oferecidas pela primeira vez em 1966, e o processo foi utilizado na primeira produção em massa das lentes de coloração variável.

## Detalhes Técnicos
A versão em vidro dessas lentes atingem as suas propriedades fotossensíveis através da incorporação de microcristalinos  halogenetos de prata (normalmente cloreto de prata),ou moléculas de um substrato de vidro. As lentes de plástico fotos-sensíveis dependem de moléculas fotos-sensíveis orgânicas (por exemplo oxazinas e naftopiranoss)para atingir o efeito de escurecimento reversível. A razão pela qual essas lentes escurecem sob a luz solar, mas não dentro de casa sob a luz artificial, é que a luz da sala não contém os raios UV (luz de onda curta) encontrados na luz solar. As janelas do automóvel também bloqueiam os raios UV, por isso as lentes escurecem menos dentro de um carro. As lentes que escurecem em resposta à visível (ao invés de UV) evitam esses problemas, mas não são viáveis para a maioria das aplicações. Para responder à luz, é necessário absorve-la, portanto o vidro não pode ser feito para clarear no seu estado de baixa luminosidade. Isso explica porque as lentes fotossensíveis não são inteiramente transparentes: elas filtram a luz UV. Isso não representa um problema, pois o olho humano não enxerga no espectro UV.
Com o material fotossensível disperso no substrato de vidro, o grau de escurecimento depende da espessura do vidro, o que causa problemas nas lentes de grau devido à variação de espessura. Com lentes de plástico, o material é normalmente incorporado na camada de superfície do material, com uma espessura uniforme de cerca de 150 µm.
Normalmente as lentes fotos-sensíveis escurecem substancialmente em resposta à luz UV em menos de um minuto e, em seguida, continuam escurecendo lentamente ao longo dos próximos 15 minutos. As lentes voltam a clarear dentro de um padrão semelhante. As lentes começarão a clarear assim que estiverem longe da luz UV, ficando visivelmente mais claras dentro de dois minutos e, muito mais claras dentro de cinco minutos. No entanto, as lentes levam normalmente mais de quinze minutos para retornarem completamente ao seu estado de não exposição à luz. Um estudo realizado pelo Instituto de Oftalmologia da Universidade de Londres sugeriu que, mesmo em condições de pouca luz, as lentes fotos-sensíveis podem absorver até 20% da luz ambiente.[carece de fontes?]
Devido ao fato dos compostos fotos-sensíveis retornarem ao seu estado natural por um processo térmico, quanto maior a temperatura, menos escuras as lentes fotossensíveis ficarão. Esse efeito térmico é chamado de "dependência da temperatura" e impede que esses dispositivos alcancem o verdadeiro escurecimento dos óculos de sol em um clima muito quente.  Por outro lado, as lentes fotos-sensíveis ficarão muito escuras em condições de clima frio, o que as torna mais adequadas para esquiadores de neve do para os banhistas em ambiente externo. Uma vez em ambiente interno, longe do alcance da luz UV, as lentes frias levam mais tempo para recuperar a sua transparência do que as lentes quentes.
Alguns fabricantes de óculos de sol/verejistas (Intercast, Oakley, Serengeti Eyewear, Persol para citar alguns) oferecem produtos que usam fotocromia para fazer lentes que vão de escuro para um estado mais escuro. Como esses produtos são coloridos no estado natural, eles são normalmente utilizados apenas no exterior e não são consideradas lentes de uso geral.

### Vantagens e desvantagens
Há vantagens e desvantagens nas lentes fotos-sensíveis. A principal vantagem é que elas escurecem na tonalidade dos óculos de sol quando expostas à luz ultravioleta, eliminando assim a necessidade de usar um par de óculos de sol separado.
A principal desvantagem das lentes fotos-sensíveis é que elas não se ajustam imediatamente. Pode levar até dois minutos para as lentes se adequarem do claro para escuro e vice-versa. Outra desvantagem, para alguns usuários, é que elas não vão escurecer quando usadas dentro de veículos porque o pára-brisas /vidro verde, absorve praticamente 100% da luz UV. Como elas não escurecem dentro dos veículos, podem não ser adequadas como óculos para dirigir.